# Kyle O’Reilly
Kyle Greendoow (ur. 1 marca 1987 w Delcie w Kanadzie) – kanadyjski profesjonalny wrestler, obecnie występujący w federacji WWE w rozwojowym brandzie NXT pod pseudonimem ringowym Kyle O'Reilly.
O'Reilly jest najbardziej znany z występów w Ring of Honor (ROH). Pracował również dla New Japan Pro-Wrestling (NJPW) i wielu federacji niezależnych, między innymi Pro Wrestling Guerrilla. W swojej karierze zdobył ROH World Championship, trzy razy ROH World Tag Team Championship z Bobbym Fishem (jako drużyna reDRagon), a także PWG World Championship. Ponadto jest zwycięzcą turnieju Battle of Los Angeles 2013.

## Kariera profesjonalnego wrestlera

### Extreme Canadian Championship Wrestling (2005–2017)
O'Reilly pojawił się pierwszy raz w telewizji podczas nagrań programów federacji NWA: Extreme Canadian Championship Wrestling (ECCW) z 23 grudnia 2005, gdzie on i Tony Tisoy przegrali z Wrathchildem i Killswitchem. W styczniu 2006 brał udział w walce wieczoru gali z okazji 10. rocznicy istnienia federacji, gdzie wspólnie z Fast Freddym Funkiem i Kurtem Sterlingiem pokonali Michelle Starr, Johnny'ego Canucka i Vance'a Nevadę. O'Reilly ukończył treningi w szkole ECCW House of Pain 29 maja 2006, gdzie w ostatniej walce w tejże szkółce pokonał swojego trenera Aarona Idola. Kontynuował swoje występy w ECCW przez 2006 i początek 2007. W marcu 2007 rozpoczął rywalizację z Sidem Sylumem, gdzie przegrał z nim w „European Rounds” matchu z 2 marca, lecz dobę później z Veroniką Vice pokonał jego i Nikki Matthews. 30 marca O'Reilly pokonał Syluma w „I Quit” matchu wieńczącym rywalizację.
W czerwcu 2007 wziął udział i wygrał turniej ECCW Pacific Cup, gdzie spotkał się z finale z Tonym Kozinem i Scottym Macem. 21 lipca pokonał Ice'a i zdobył NWA Canadian Junior Heavyweight Championship. Mimo tego sześć dni później utracił tytuł na rzecz Ice'a, jednak w rewanżu w przyszłym miesiącu odzyskał tytuł. Drugi raz utracił tej samej nocy. 24 sierpnia odbyła się kolejna walka, która zakończyła się podwójnym przypięciem, przez co tytuł został zawieszony. W rezultacie O'Reilly i Ice zawalczyli w best of five series wyłaniającym nowego mistrza. O'Reilly wygrał pierwszą i trzecią walkę, zaś Ice drugą i czwartą. O'Reilly pokonał Ice'a w Last Man Standing matchu z 28 grudnia i zdobył mistrzostwo trzeci raz w karierze.
W 2008 O'Reilly wziął udział w kolejnym turnieju Pacific Cup, lecz tym razem go nie wygrał. W kwietniu 2009 O'Reilly i 19 innych wrestlerów wzięło udział w maratonie ECCW Wrestling With Hunger, gdzie zawalczyli w czterdziestu walkach przez 72 godziny by zarobić na jedzenie do lokalnego banku żywnościowego.
19 marca 2010 O'Reilly wziął udział w trzyosobowej walce o NWA Canadian Heavyweight Championship przeciwko Billy'emu Suede i Sylumowi. W kwietniu wziął udział w walce Title vs. Title z Rickiem Sterlingiem. Po raz kolejny wziął udział w turnieju Pacific Cup z 6 czerwca, gdzie pokonał Azeema i Suede, lecz w finale przegrał z Artemisem Spencerem. Podczas gali To Hell and Back z 25 czerwca wziął udział w dwóch walkach: pokonał Ice'a, lecz potem przegrał z Sylumem o NWA Canadian Heavyweight Championship. Następnej doby wraz z El Phantasmo przegrał z Pop Culture w two-out-of-three falls matchu. O'Reilly powracał do ECCW w 2011 i 2014 by wziąć udział w turnieju Pacific Cup.
O'Reilly powrócił do ECCW 14 stycznia 2017 na gali Ballroom Brawl 7, gdzie pokonał El Phantasmo o ECCW Championship. Od razu po walce zawiesił tytuł.

### Federacje niezależne (2008–2017)

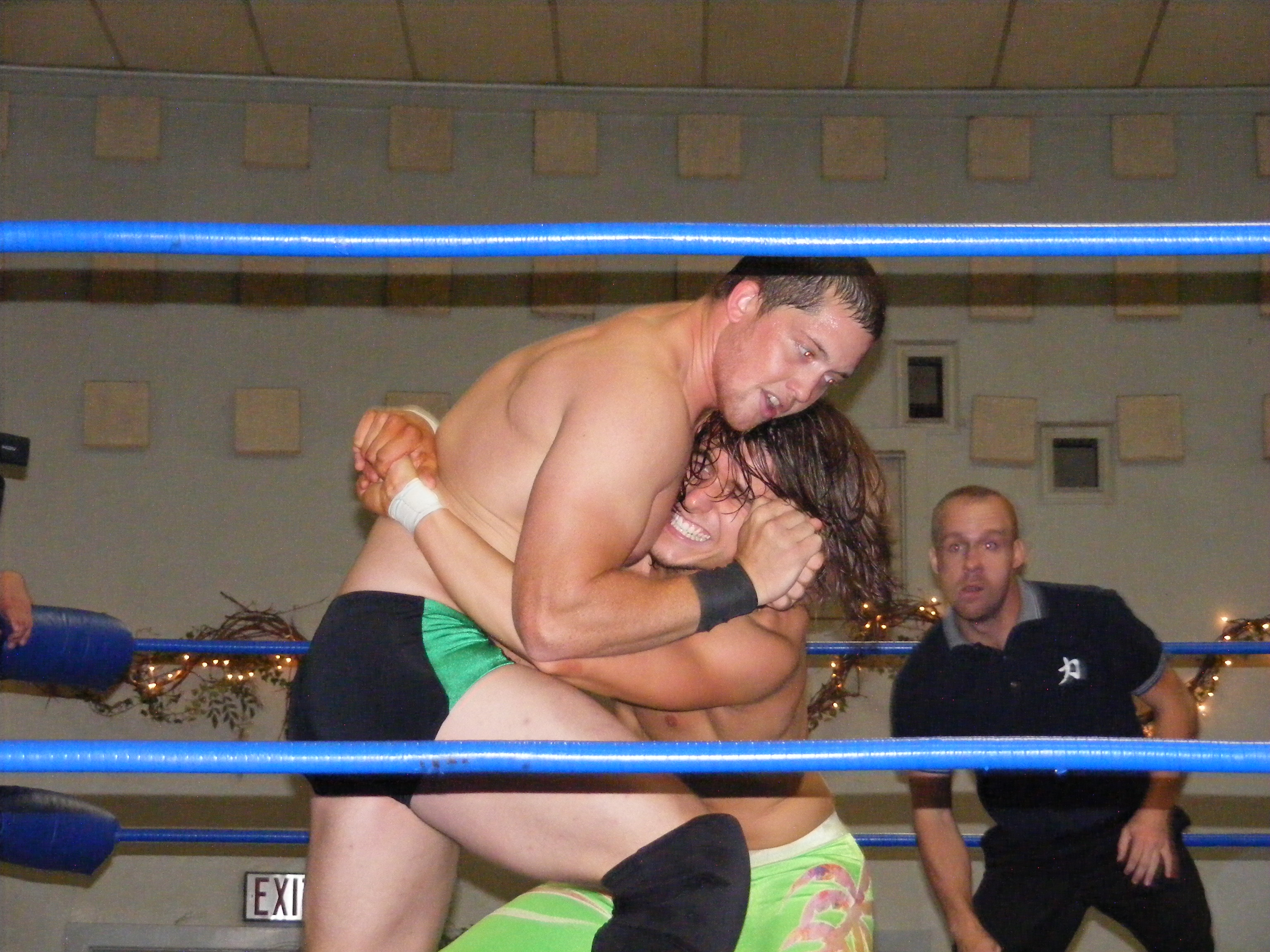
O'Reilly (po lewej) walczący z Adamem Colem podczas turnieju Chikara Young Lions Cup w 2010.

O'Reilly zadebiutował w Full Impact Pro (FIP) podcxas gali In Full Force z 30 maja 2008, gdzie przegrał z Damienem Wayne’em. Kolejnej nocy podczas gali Southern Justice 2008 zawalczył z Johhnym DeBallem, lecz Davey Richards zaatakował obu uczestników i pojedynek zakończył się bez rezultatu. Do FIP powrócił w listopadzie 2009 biorąc udział w pierwszej nocy Jeff Peterson Memorial Cup, gdzie wraz z Tonym Koziną wziął udział w Tag Team Rumble, który wygrało Bumz R' Us.
16 stycznia 2010 O'Reilly zadebiutował w promocji Evolve, gdzie pokonał Bobby'ego Fisha. Podczas gali Evolve 2: Hero vs. Hidaka zawalczył i pokonał Hallowickeda, który zastępował kontuzjowanego TJP'ego. O'Reilly poniósł pierwszą porażkę podczas gali Evolve 3: Rise or Fall przegrywając z TJP. Podczas gali Evolve 5: Danielson vs. Sawa przegrał z Ricochetem.
O'Reilly wystąpił po raz pierwszy w Dragon Gate USA (DGUSA) podczas nagrań gali Open the Freedom Gate w dniu 28 listopada 2009, gdzie podczas pre-show pokonał Adama Cole'a. Podczas gali DGUSA Fearless wygrał sześcioosobową walkę w pre-show i odprowadził Daveya Richardsa do ringu w głównej części gali. 26 września 2010 wziął udział w six-pack challenge, który wygrał Brodie Lee.
28 sierpnia 2010 wziął udział w turnieju Young Lions Cup federacji Chikara, lecz przegrał z Adamem Colem w ćwierćfinale.
26 maja 2017 wziął udział w kwalifikacjach kanadyjczyków w WCPW Pro Wrestling World Cup, gdzie pokonał Tysona Duxa w pierwszej rundzie, lecz w półfinale uległ Mike'owi Baileyowi.

### Ring of Honor (2009–2017)

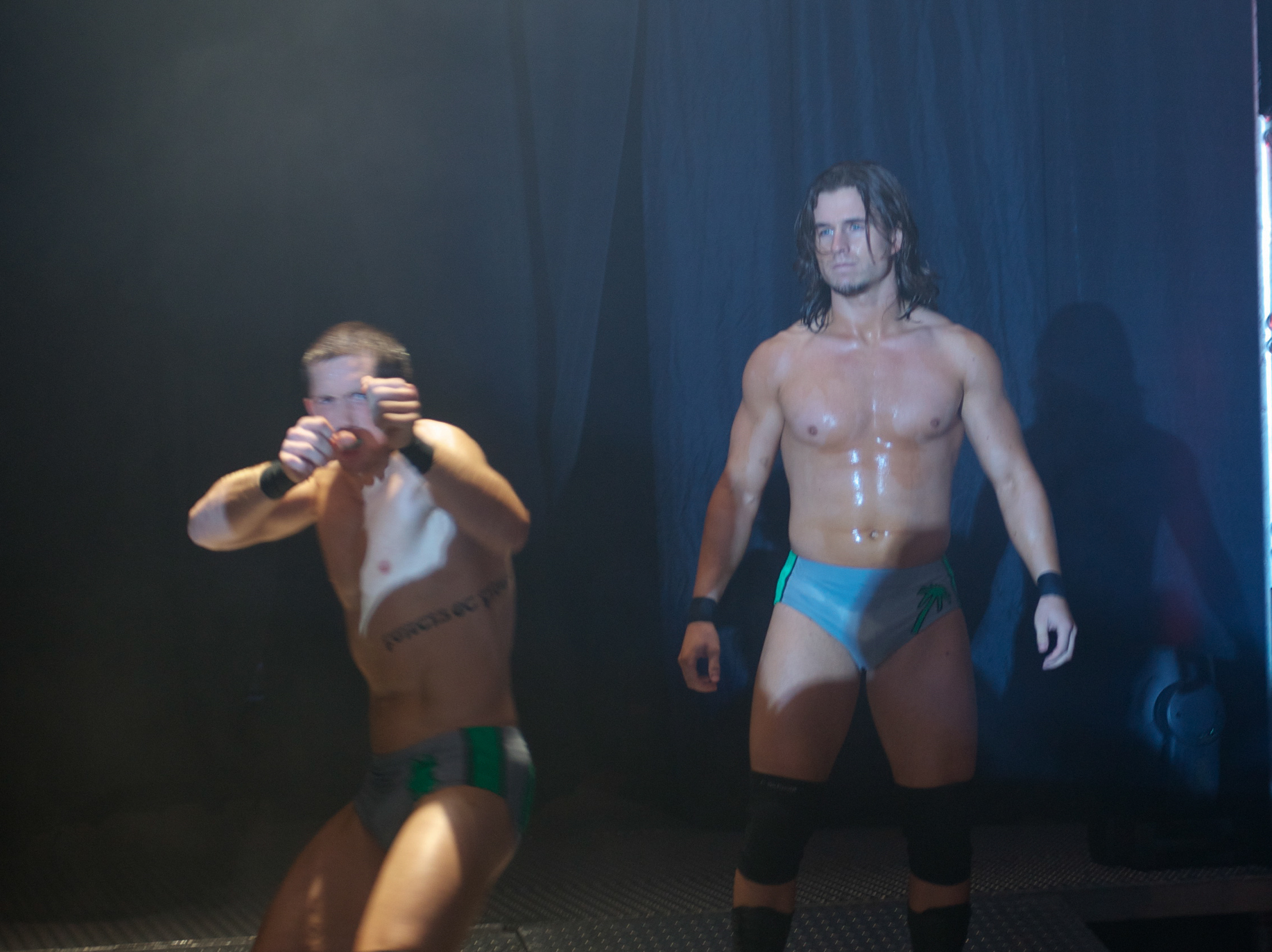
Future Shock: O'Reilly (po lewej) i Adam Cole (po prawej) na gali federacji Ring of Honor w sierpniu 2011.

O'Reilly zadebiutował w Ring of Honor (ROH) w 2009. 13 listopada 2009 przegrał z Tonym Koziną. W telewizji zadebiutował 21 grudnia 2009 podczas odcinka tygodniówki Ring of Honor Wrestling, gdzie przegrał z Chrisem Hero. 5 lutego 2010 podczas nagrań tygodniówek Ring of Honor Wrestling wygrał w rewanżu z Tonym Koziną. 10 września został pokonany przez byłego posiadacza ROH World Championship Austina Ariesa. Trzy dni później ROH ogłosiło podpisanie kontraktu z zawodnikiem.
O'Reilly rozpoczął współpracę z nowym zawodnikiem ROH Adamem Colem, gdzie wspólnie utworzyli drużynę. 2 października podczas nagrań Ring of Honor Wrestling pokonali Grizzly'ego Redwooda i Mike'a Sydala. Dwa tygodnie później ponieśli dwie porażki ze Steve'em Corino i Kevinem Steenem, a także z The All Night Express (Kennym Kingiem i Rhettem Titusem). 12 listopada O'Reilly wziął udział w turnieju Survival of the Fittest 2010, lecz został wyeliminowany przez Kevina Steena w pierwszej rundzie. O'Reilly zadebiutował na galach pay-per-view występując 18 grudnia podczas gali Final Battle; wspólnie z Colem zostali pokonani przez All Night Express. 1 i 2 kwietnia na edycjach Chapter One i Chapter Two gali Honor Takes Center Stage, O'Reilly i Cole przegrali dwie walki z The Briscoe Brothers (Jayem i Markiem) oraz The Kings of Wrestling (Chrisem Hero i Claudiem Castagnolim). 8 lipca 2011 drużyna pokonała Bravado Brothers stając się pretendentami do tytułów ROH World Tag Team Championship. 25 lipca O'Reilly odnowił kontrakt z federacją. 13 sierpnia podczas nagrań Ring of Honor Wrestling drużyna zaczęła występować pod nazwą Future Shock.

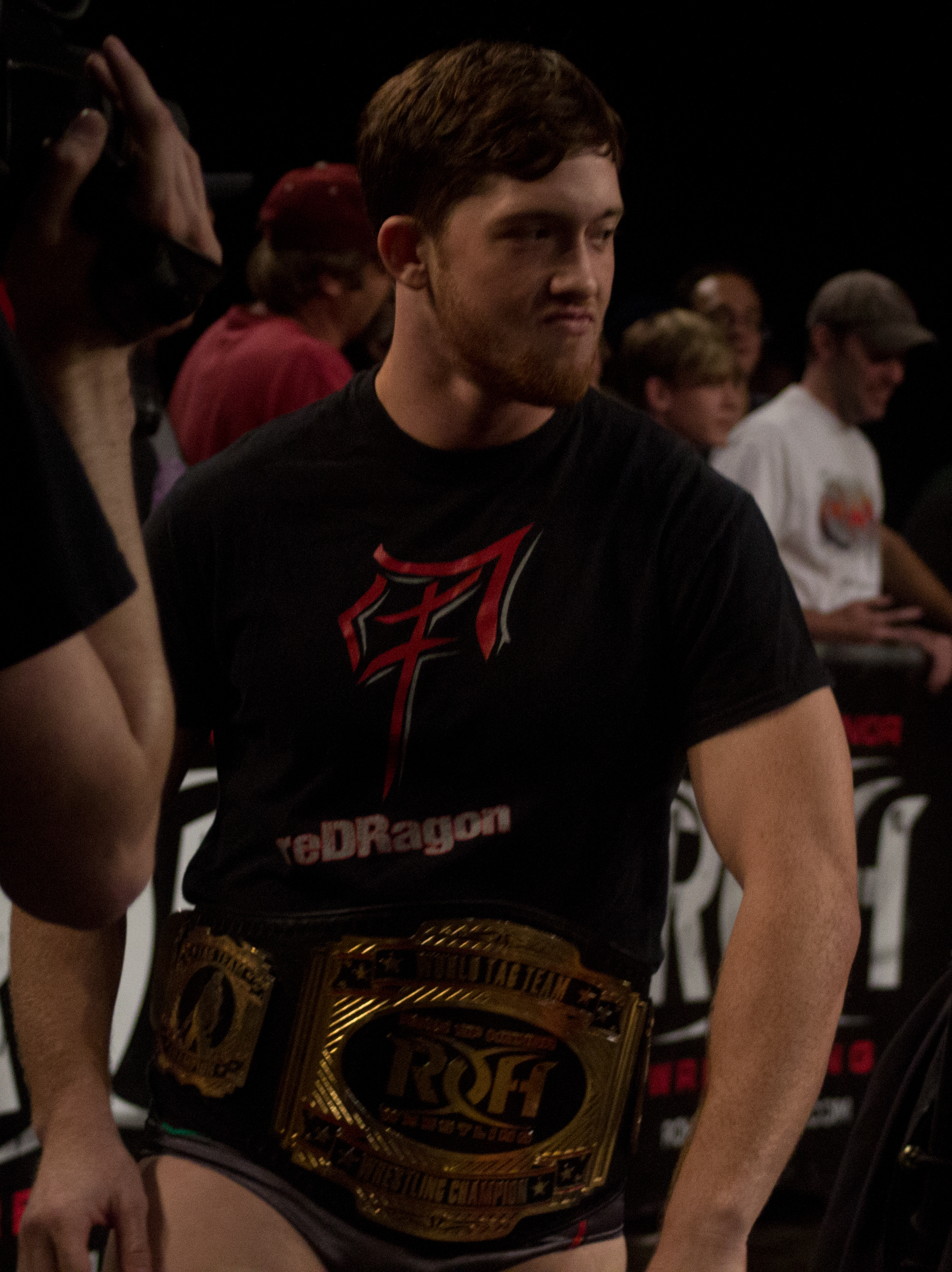
O'Reilly w posiadaniu ROH World Tag Team Championship we wrześniu 2013.

7 stycznia 2012 podczas nagrań Ring of Honor Wrestling, Future Shock zostało rozwiązane i O'Reilly uformował sojusz z Daveyem Richardsem występując jako Team Ambition; wspólnie rywalizowali przeciwko Cole'owi i Eddiemu Edwardsowi. W występach poza ROH dobierali jako trzeciego partnera Tony'ego Kozinę. 4 marca podczas gali 10th Anniversary Show, Team Ambition zostało pokonane w walce wieczoru przez Cole'a i Edwardsa. 24 marca podczas gali Best in the World 2012: Hostage Crisis, O'Reilly został pokonany przez Cole'a w „Hybrid Rules” matchu. Po walce Cole chciał się z nim pogodzić, lecz przegrany odrzucił propozycję policzkując przeciwnika i ogłaszając stałą współpracę z Richardsem, wskutek czego stał się antagonistą.
16 grudnia podczas gali Final Battle 2012: Doomsday, O'Reilly i Bobby Fish (znani jako reDRagon) przegrali z The American Wolves (Daveyem Richardsem i Eddiem Edwardsem). Podczas gali 11th Anniversary Show z 2 marca 2013, reDRagon zdobyło ROH World Tag Team Championship pokonując The Briscoe Brothers. Tego samego miesiąca obronili tytułów w walce z Alabama Attitude (Coreyem Hollisem i Mikiem Poseyem), jak również podczas czerwcowej gali Best in the World w three-way tag team matchu z C & C Wrestle Factory (Caprice’em Colemanem i Cedricem Alexandrem) i S.C.U.M. (Cliffem Comptonem i Rhettem Titusem). Tytuły utracili na rzecz Forever Hooligans (Alexa Koslova i Rocky'ego Romero) 27 lipca. Niespełna miesiąc później odzyskali tytuły od The American Wolves. Przez resztę 2013 skutecznie bronili tytułów przeciwko takim drużynom jak C & C Wrestle Factory, The Forever Hooligans, Jayowi Lethalowi i Michaelowi Elginowi, a także Outlaw, Inc. (Homicide'owi i Eddiemu Kingstonowi). Podczas gali 12th Anniversary Show z lutego 2014 obronili tytuły pokonując Adrenaline Rush (ACH i TaDariusa Thomasa), lecz 8 marca stracili je na rzecz The Young Bucks. O'Reilly i Fish zdobyli tytuły tag team po raz trzeci 17 maja 2014 pokonując The Young Bucks podczas gali War of the Worlds federacji ROH i New Japan Pro-Wrestling (NJPW). 7 i 22 czerwca obronili tytuły pokonując kolejno The Briscoe Brothers, Christophera Danielsa i Frankiego Kazariana podczas gali Best in the World 2014. 23 listopada 2014 reDRagon pokonało ACH i Matta Sydala, The Addiction i The Briscoes broniąc tytułów tag team i wygrywając turniej Tag Wars. O'Reilly i Fish zdołali pokonać Alexa Shelleya i Kushidę, The Young Bucks i The Kingdom (Michaela Bennetta i Matta Tavena) podczas gal Final Battle 2014, ROH 13th Anniversary Show i Supercard of Honor IX. O'Reilly i Fish stracili tytuły na rzecz The Addiction (Danielsa i Kazariana) podczas nagrań tygodniówek Ring of Honor Wrestling z 4 kwietnia. 18 września 2015 podczas gali All Star Extravaganza VII, O'Reilly otrzymał szansę na walkę o ROH World Championship, lecz interweniujący Adam Cole przeszkodził mu w zdobyciu tytułu.
16 sierpnia 2016 podczas gali Death Before Dishonor XIV O'Reilly powrócił i interweniował podczas celebracji Cole'a po zdobyciu ROH World Championship, tym samym wznawiając rywalizację. 2 grudnia podczas gali Final Battle pokonał Cole'a i zdobył ROH World Championship po raz pierwszy w karierze. 31 grudnia wygasł jego kontrakt z federacją, lecz zaczął występować na wybranych galach. 4 stycznia 2017 podczas gali Wrestle Kingdom 11 utracił światowy tytuł na rzecz Cole'a. Tydzień później został usunięty z rosteru na stronie internetowej Ring of Honor, a także usunięty z walk z następnych gal.

### Pro Wrestling Guerrilla (2011–2017)
22 października 2011 O'Reilly zadebiutował wraz z Adamem Colem w Pro Wrestling Guerrilla, gdzie występowali jako Future Shock i przegrali z The Young Bucks o PWG World Tag Team Championship. Future Shock zostało pokonane przez RockNES Monsters (Johnny'ego Goodtime'a i Johnny'ego Yumę) podczas tygodniówki Fear z 10 grudnia. 21 kwietnia 2012 wzięli udział w corocznym turnieju Dynamite Duumvirate Tag Team Title Tournament (DDT4), gdzie dotarli do półfinału, jednakże przegrali z ostatecznymi zwycięzcami The Super Smash Bros. (Playerem Uno i Stupefiedem). 21 lipca podczas 9th Anniversary Show Future Shock i The Young Bucks przegrali z Super Smash Bros. o PWG World Tag Team Championship w three-way ladder matchu. 12 stycznia 2013 wraz z Colem wziął udział w turnieju Dynamite Duumvirate Tag Team Title Tournament 2013, gdzie w półfinale odpadli będąc pokonanym przez El Generico i Kevina Steena.
30 sierpnia O'Reilly wziął udział w turnieju Battle of Los Angeles 2013 i pokonał Trent? w pierwszej rundzie. Następnego dnia wygrał resztę turnieju pokonując kolejno ACH w drugiej rundzie, Drake'a Youngera w półfinale i Michaela Elgina w finale. W rezultacie otrzymał szansę na walkę o PWG World Championship, który był w posiadaniu Adama Cole'a. Zawalczyli ze sobą 19 października, lecz Cole obronił tytuł po interwencji Kevina Steena i The Young Bucks. 23 maja 2014 pokonał Cole'a w „Knockout or Submission Only” matchu i zdobył tytuł. W sierpniu O'Reilly wziął udział w kolejnym turnieju Battle of Los Angeles 2014, lecz po dotarciu do półfinałów musiał zrezygnować z dalszego występu po ataku Rodericka Stronga. 12 grudnia O'Reilly obronił PWG World Championship pokonując zwycięzcę Battle of Los Angeles, Ricocheta. Mimo to utracił tytuł w kolejnej walce przeciwko Strongowi, którzy zmierzyli się w Guerrilla Warfare matchu.
4 marca 2016 O'Reilly pokonał Marty'ego Scurlla, zaś następnej nocy reDRagon przegrało z The Young Bucks i nie zdobyło tytułów tag team. 26 lipca przegrał z Zackiem Sabre Jr. o PWG World Championship. 3 września pokonał Matthew Riddle'a w pierwszej rundzie turnieju Battle of Los Angeles, lecz w kolejnym szczeblu uległ Markowi Haskinsowi.

### New Japan Pro-Wrestling (2014–2017)

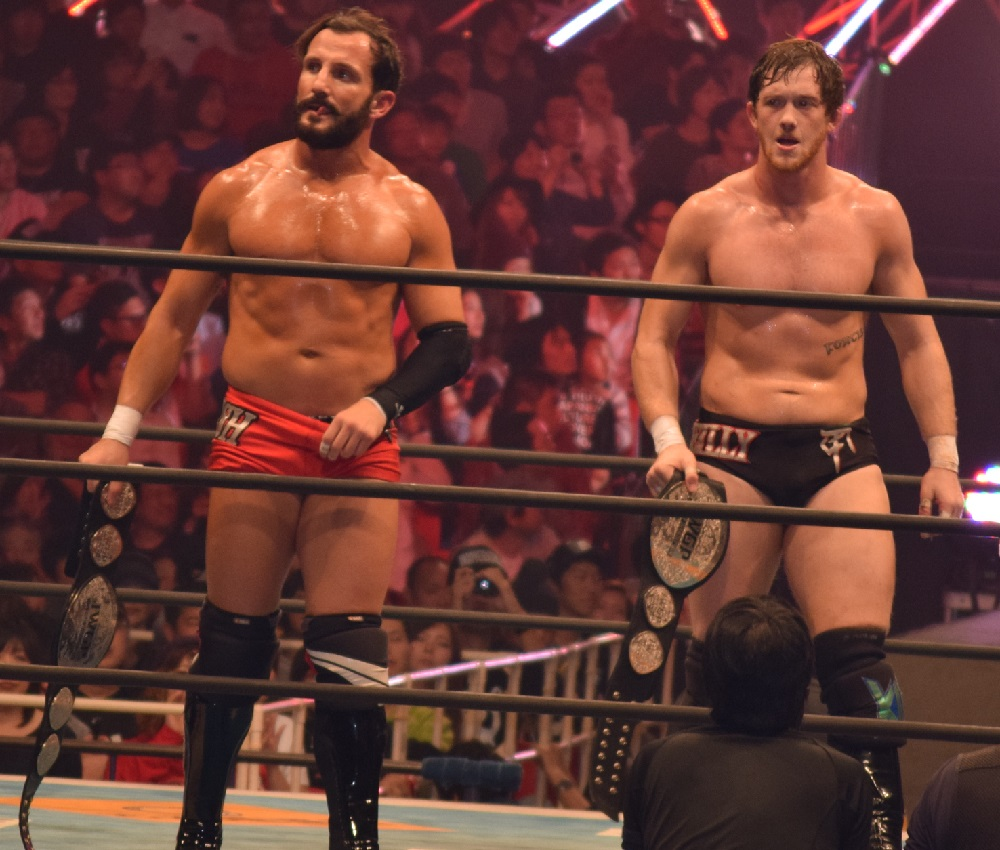
reDRagon w posiadaniu IWGP Junior Heavyweight Tag Team Championship w listopadzie 2015.

Wskutek współpracy ROH z NJPW, reDRagon zadebiutowało w japońskiej federacji 10 sierpnia 2014 i przegrało z Czas Splitters (Alexem Shelleya i Kushidą) o IWGP Junior Heavyweight Tag Team Championship. Duo powróciło do NJPW 25 października i wzięło udział w turnieju Super Junior Tag Tournament 2014. 3 listopada pokonali w finale The Young Bucks i wygrali cały turniej. Pięć dni później podczas gali Power Struggle, reDRagon pokonało Time Splitters w rewanżu i zdobyło IWGP Junior Heavyweight Tag Team Championship. Po raz pierwszy obronili tytuły 4 stycznia 2015 podczas gali Wrestle Kingdom 9 w four-way tag team matchu z Forever Hooligans, Time Splitters i The Young Bucks. 11 lutego podczas gali The New Beginning in Osaka stracili tytuły na rzecz The Young Bucks.
reDRagon powróciło do NJPW 3 maja 2015 podczas gali Wrestling Dontaku 2015, gdzie zawalczyli z Roppongi Vice (Barettą i Rockym Romero) i The Young Bucks o tytuły, które obronili Young Bucks. Tego samego miesiąca Fish wziął udział w turnieju Best of the Super Juniors 2015, ukończył swój blok z pięcioma zwycięstwami i dwiema porażkami, tym samym nie przechodząc do finału. Po turnieju reDRagon otrzymało rewanż o tytuły, lecz ponownie przegrali z The Young Bucks podczas gali Dominion 7.5 in Osaka-jo Hall. Mimo tego zdołali ich pokonać 16 sierpnia i odzyskali tytuły IWGP Junior Heavyweight Tag Team Championship. The Young Bucks zdobyło tytuły od reDRagon podczas gali Wrestle Kingdom 10 z 4 stycznia 2016. 10 października podczas gali King of Pro-Wrestling, O'Reilly otrzymał szansę na walkę o NEVER Openweight Championship, lecz przegrał z Katsuyorim Shibatą.

### WWE

#### NXT (od 2017)
O'Reilly zadebiutował w rozwojowym brandzie NXT federacji WWE 12 lipca 2017 podczas nagrań tygodniówek NXT, gdzie przegrał z Aleisterem Blackiem.
Pojawił się 19 sierpnia podczas gali NXT TakeOver: Brooklyn III, gdzie wspólnie z Adamem Colem i Bobbym Fishem zaatakował nowego NXT Championa Drew McIntyre'a. We wrześniu O'Reilly, Fish i Cole zaczęli występować jako trio „The Undisputed Era”. Wskutek rywalizacji The Undisputed Ery, Sanity i The Authors of Pain (z Roderickiem Strongiem), generalny menadżer brandu NXT William Regal ogłosił walkę wieczoru podczas gali NXT TakeOver: WarGames, którym był WarGames match; pojedynek wygrał O'Reilly, Fish i Cole.

## Życie prywatne
Greenwood ma cukrzycę typu pierwszego. Za inspiratorów uważa Breta Harta, Toshiakiego Kawadę, Royce'a Graciego i Muhammada Alego. W dzieciństwie trenował amatorski wrestling, hokej, futbol amerykański, kickboxing, jujutsu, snowboarding i lacrosse. Pomiędzy treningami na profesjonalnego wrestlera pracował jako kucharz w miejscowej restauracji.

## Styl walki

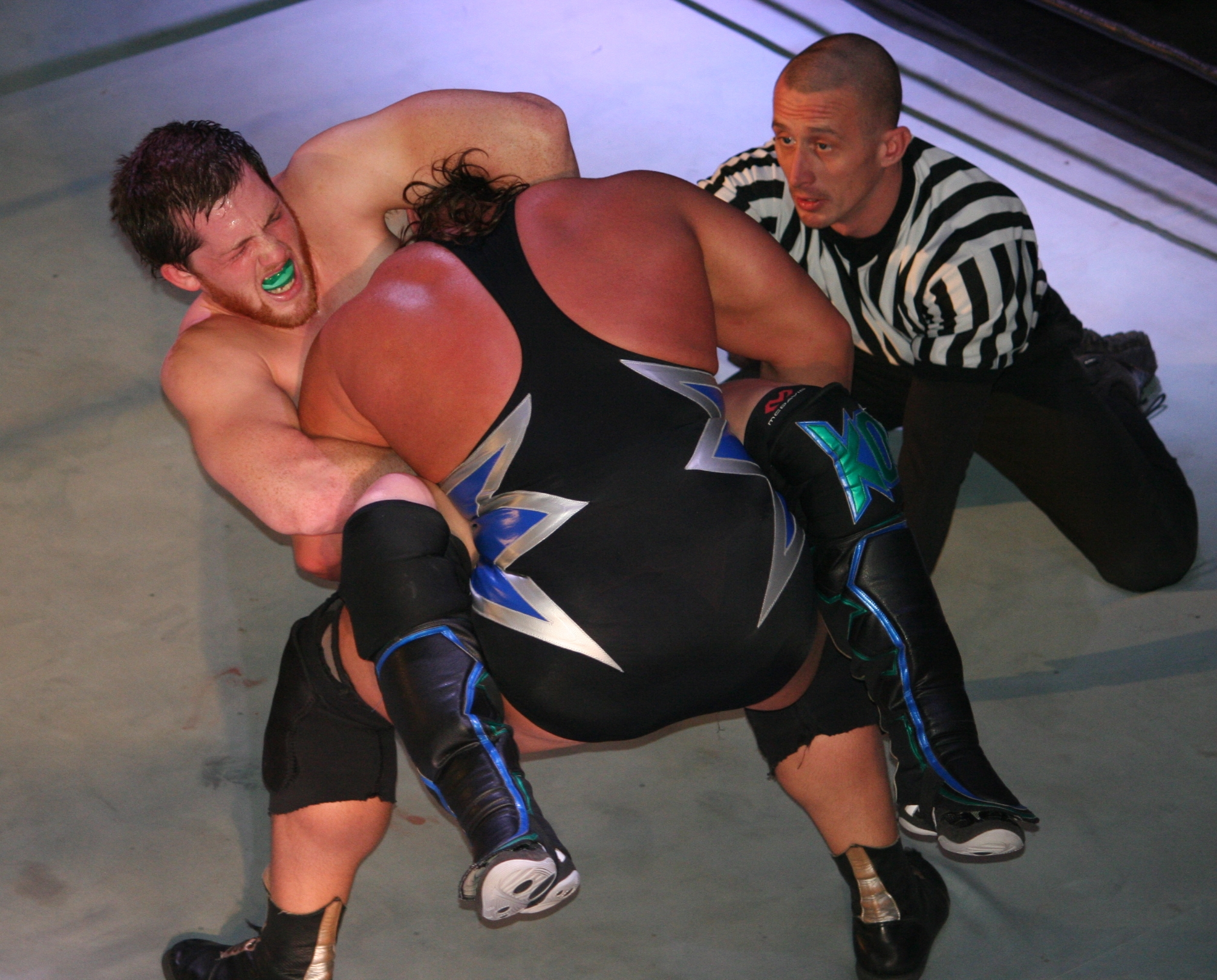
O'Reilly aplikujący guillotine choke na Michaelu Elginie.

- Finishery
  - Ankle lock[3]
  - ARMageddon[108] (Cross armbreaker, czasem blokując nogi przeciwnika)[109][110][111]
  - Brainbuster[1]
  - Guillotine choke[112][113]
  - Triangle choke[84][114]
- Inne ruchy
  - Ax and Smash (Scissors stomp na głowę klęczącego lub pochylonego przeciwnika, a także dodanie elbow smashu)[108][113]
  - Bridging leg hook belly-to-back suplex[115][116]
  - Nigel (Pendulum lariat)[117][118] – zaadaptowane od Nigela McGuinnessa
  - Front missile dropkick z krawędzi ringu w przeciwnika stojącego poza ringiem[108][119]
  - Triple rolling double underhook suplex
- Przydomki
  - „The Martial Artist”[120]
- Motywy muzyczne
  - „I'm Shipping Up to Boston” ~ Dropkick Murphys[1]
  - „Dance Away” ~ Damn Valentines
  - „Prelude” ~ Kavinsky
  - „Lightning and Thunder” ~ Extreme Music (NXT)
  - „Undisputed” ~ CFO$ (NXT; od 20 września 2017; używany podczas członkostwa w grupie The Undisputed Era)

## Mistrzostwa i osiągnięcia
- High Risk Wrestling

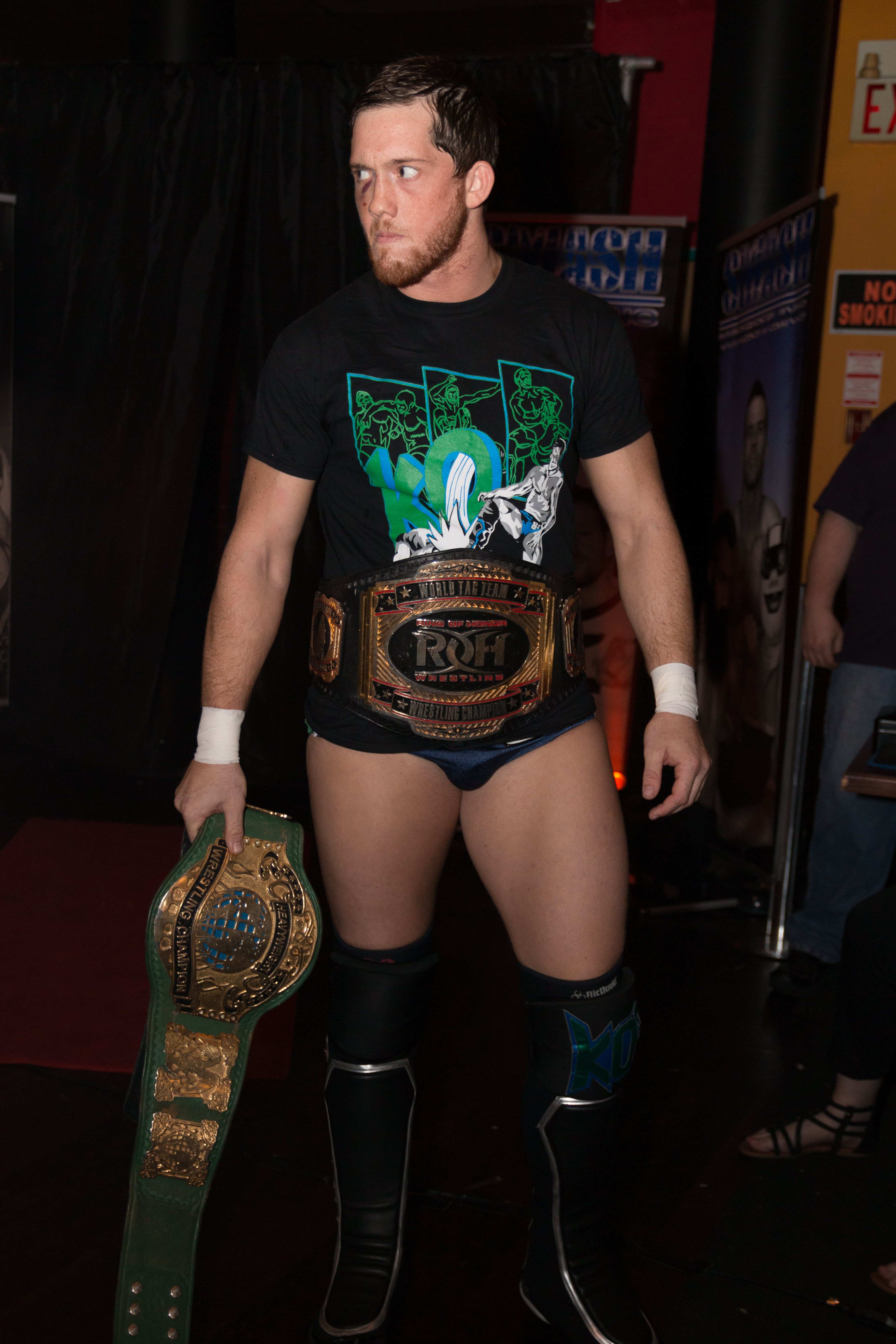
O'Reilly z tytułami ROH World Tag Team Championship i PWG World Championship w czerwcu 2014.

  - HRW Tag Team Championship (1 raz) – z Bobbym Fishem[121][122]
- New Japan Pro Wrestling
  - IWGP Junior Heavyweight Tag Team Championship (2 razy) – z Bobbym Fishem[92][100]
  - Super Jr. Tag Tournament (2014) – z Bobbym Fishem[91]
- NWA: Extreme Canadian Championship Wrestling / Elite Canadian Championship Wrestling
  - ECCW Championship (1 raz)
  - NWA Canadian Junior Heavyweight Championship (3 razy)[4]
  - Pacific Cup (2007)[4]
- Pro Wrestling Guerrilla
  - PWG World Championship (1 raz)[86]
  - Battle of Los Angeles (2013)[84]
- Pro Wrestling Illustrated
  - PWI umieściło go na 32. miejscu w top 500 wrestlerów rankingu PWI 500 w 2016[123]
- Pro Wrestling Prestige
  - PWP Tag Team Championship (1 raz) – z Daveyem Richardsem
- Ring of Honor
  - ROH World Championship (1 raz)[73]
  - ROH World Tag Team Championship (3 razy) – z Bobbym Fishem[53][63]
  - ROH World Tag Team Championship #1 Contender Lottery Tournament (2011) – z Adamem Colem[124]
  - Tag Wars Tournament (2014) – z Bobbym Fishem[66]
- SoCal Uncensored
  - Walka roku (2012) z Adamem Colme vs. Super Smash Bros. (Player Uno i Stupefied) i The Young Bucks z 21 lipca[125]
- St. Louis Anarchy
  - Medallion Tournament (2012)